# Cymatosyrinx arbela
Cymatosyrinx arbela é uma espécie de gastrópode do gênero Cymatosyrinx, pertencente à família Drilliidae.